# デッサン (テレビドラマ)
『デッサン』は、1997年7月2日から同年9月17日まで、日本テレビ系列の『水曜ドラマ』枠で毎週水曜22:00 - 22:54(JST)に放送されていた日本のテレビドラマ。主演は原田知世。全12話。正式タイトルではないが、ポスターやビデオソフトのパッケージには、『デッサン - Le Dessin d'amour -』（フランス語で「愛の素描」の意）と表記されている。

## 概要
水曜ドラマ『同窓会』（1993年）、『星の金貨』（1995年）、『続・星の金貨』（1996年）をヒットさせたプロデューサー梅原幹が取り組んだドラマで、『星の金貨』の大沢たかおと脚本家山崎淳也をひきつづき起用した。原田知世の連続ドラマ主演作としては、『ねらわれた学園』（1982年）以来15年ぶりの作品である。また、伊藤英明のデビュー作であり、原田の自殺した恋人・葛木を演じた。1990年代のテレビドラマを父親役で支えた小坂一也が、本作でも原田の父親役を演じたが、本作の放送終了から1か月半後に急逝し、小坂の遺作となった。
本作の特徴として、原田と大沢のクローズアップの多用、『ロングバケーション』（1996年）や『新世紀エヴァンゲリオン』（1995年 - 1996年）からの固有名詞の引用（前者「朝倉耕平」⇒「朝倉智史」、後者「葛木ミサト」⇒「葛木雅人」）が挙げられる。
放送終了後、バップからビデオソフトが発売されたが、DVDやBDの発売及びオンデマンド配信化には到っていない。1999年、ハワイの日系テレビ局KIKU-TV（en:KIKU）で英語字幕により全12話が放映された。また、2012年8月、日テレプラスにてCS初放映された。

## ストーリー
葛木（伊藤英明）という婚約者を自殺によって亡くした沙絵（原田知世）。葛木の絵は、無残にも切り裂かれていた。しかし、その後、朝倉（大沢たかお）という葛木の友人が現れ、償いをしたいと言う。実は葛木の絵を切り裂いたのは朝倉だったためだ。
最初はぎくしゃくしたものの、沙絵と朝倉の間には、恋愛感情が徐々に芽生え始める。しかし、沙絵の父親（小坂一也）の会社を買収した桜井（別所哲也）が、沙絵に執着し、沙絵と朝倉の仲を引き裂こうと圧力をかける。
結局、桜井は不正を部下に告発されることによって逮捕され、また、葛木の残した日記から、葛木の自殺の原因は、朝倉に絵を切り裂かれたことにあるのではなく、その絵が師匠・石脇（竜雷太）の絵の盗作だったためということが判明する。
沙絵と朝倉の間に障害はなくなったが、朝倉は、そのとき既に不治の病を患っていた。それでも沙絵と朝倉は残り少ない日々を二人で生きていこうと決意する。

## キャスト
- 麻生沙絵（主人公）: 原田知世
- 朝倉智史: 大沢たかお
- 桜井圭一: 別所哲也
- 高木透（朝倉の友人）: 湯江健幸
- 藤村（桜井の部下）: 伊東貴明
- 葛木雅人（沙絵の恋人）: 伊藤英明
- 青山晶子（桜井の愛人）: 工藤静香
- 遠山貴子: 羽田惠理香（現・はねだえりか）
- 葛木唯衣（葛木の妹）: 長谷川理恵
- 麻生未来（沙絵の妹）: 椋木美羽
- 石脇弥生（石脇の妻）: 草村礼子
- 麻生敏夫（沙絵の父）: 小坂一也
- 石脇裕一（朝倉と葛木の師）: 竜雷太

## スタッフ
- 脚本: 山崎淳也
- 音楽: REMEDIOS
- チーフプロデューサー: 小杉善信
- プロデューサー: 梅原幹
- 演出: 五木田亮一、古賀倫明、金田和樹（演出補: 羽住英一郎）
- 美術デザイン：門奈昌彦、高野雅裕
- 日本画監修: 吉田多最
- 日本画協力: 音羽画廊
- 技術協力: NTV映像センター
- 製作著作: 日本テレビ放送網

## 主題歌
- 原田知世「シンシア」
作詞 原田知世、作曲 Ulf Turesson / Johnny Dennis、編曲 Free Wheel
フォーライフミュージックエンタテイメント（1997年7月24日発売）

## ノベライズ
- ノベライズ綿瀬透、出版元日本テレビ放送網、1997年9月

『デッサン 上』 ISBN 4820396676
『デッサン 下』 ISBN 4820396684

## サブタイトル
| 各話                                                       | 放送日        | サブタイトル                         | 演出       | 視聴率 |
| ---------------------------------------------------------- | ------------- | ------------------------------------ | ---------- | ------ |
| 第1話                                                      | 1997年7月2日  | 死んだ恋人の日記…婚約指輪が外せない  | 五木田亮一 | 14.8%  |
| 第2話                                                      | 1997年7月9日  | 最後にもう一度だけ強く私を抱きしめて | 五木田亮一 | 12.0%  |
| 第3話                                                      | 1997年7月16日 | 結婚しちゃダメだ！僕が必ず幸せにする | 古賀倫明   | 11.2%  |
| 第4話                                                      | 1997年7月23日 | 許されない愛…私、あの人と結婚します  | 金田和樹   | 10.6%  |
| 第5話                                                      | 1997年7月30日 | 刺された最愛の人…愛と哀しみのナイフ  | 五木田亮一 | 11.3%  |
| 第6話                                                      | 1997年8月6日  | ずぶ濡れの愛…あなたを誰にも渡さない  | 古賀倫明   | 11.2%  |
| 第7話                                                      | 1997年8月13日 | 最後の嘘…あなたが死んじゃえばいい！  | 五木田亮一 | 10.1%  |
| 第8話                                                      | 1997年8月20日 | 約束する！あなたの瞳を涙で濡らさない | 金田和樹   | 10.2%  |
| 第9話                                                      | 1997年8月27日 | さよなら…もう二度と逢うこともないね  | 古賀倫明   | 9.2%   |
| 第10話                                                     | 1997年9月3日  | 最後の絵…愛とは決して後悔しないこと  | 五木田亮一 | 12.2%  |
| 第11話                                                     | 1997年9月10日 | 結婚の約束…この愛に残された命の瞬間  | 古賀倫明   | 12.3%  |
| 最終話                                                     | 1997年9月17日 | 愛する人へ…幸福を心から祈ってる！    | 五木田亮一 | 12.7%  |
| 平均視聴率 11.5%（視聴率は関東地区・ビデオリサーチ社調べ） |               |                                      |            |        |